# Escut de Marganell
L'escut oficial de Marganell té el següent blasonament:
Escut caironat: d'atzur, una arpa d'or acompanyada de 3 còdols malordenats d'argent. Per timbre, una corona mural de poble.

## Història
Va ser aprovat el 5 de juliol de 1996 i publicat al DOGC el 27 del mateix mes amb el número 2235.
L'arpa simbolitza Santa Cecília de Montserrat, abadia que ha estat el centre tradicional del municipi; de fet, aquest era l'antic nom oficial de Marganell. Els còdols al·ludeixen al martiri de sant Esteve, patró del poble.